# Gabry2o
Gabry2o è il terzo album di Gabry Ponte, pubblicato nel 2008.

## Tracce
1. Gabry Ponte feat. Illuminati - Bum Cia
2. Format C vs. Gabry Ponte - As Long
3. Federico Franchi - Pears (Gabry Ponte vs. Paki Remix)
4. Gabry Ponte vs. Steve Robelle - Dance and Love
5. Paps'n Skar vs. Gabry Ponte - Bambina
6. Gabry Ponte vs. Paki - It's About to Rain
7. Roberto Molinaro Concept of Cantine Garruto - Felicidad (Margherita)
8. Gabry Ponte - Don't Say It's Over
9. Gabry Ponte - Excuse Me
10. Gabry Ponte - Don Giovanni
11. Gabry Ponte - The Man In The Moon (2008 Remix)
12. Format C vs. Gabry Ponte - Somebody Called Me
13. Prezioso vs. Libex - Disco Robotz